# Ramagundam
Ramagundam là một thành phố và khu đô thị của quận Karimnagar thuộc bang Andhra Pradesh, Ấn Độ.

## Nhân khẩu
Theo điều tra dân số năm 2001 của Ấn Độ, Ramagundam có dân số 235.540 người. Phái nam chiếm 51% tổng số dân và phái nữ chiếm 49%. Ramagundam có tỷ lệ 64% biết đọc biết viết, cao hơn tỷ lệ trung bình toàn quốc là 59,5%: tỷ lệ cho phái nam là 72%, và tỷ lệ cho phái nữ là 56%. Tại Ramagundam, 10% dân số nhỏ hơn 6 tuổi.